# Polisportiva Licata 1991-1992
Questa pagina raccoglie le informazioni riguardanti la Polisportiva Licata nelle competizioni ufficiali della stagione 1991-1992.

## Rosa
| N. |                   | Ruolo | Calciatore                |
| -- | ----------------- | ----- | ------------------------- |
|    | Italia (bandiera) | A     | Gaetano Auteri            |
|    | Italia (bandiera) | C     | Vladimiro Caramel         |
|    | Italia (bandiera) | D     | Loreno Cassia             |
|    | Italia (bandiera) | C     | Andrea Caverzan           |
|    | Italia (bandiera) | A     | Patrizio Chiaiese         |
|    | Italia (bandiera) | D     | Luciano Civero            |
|    | Italia (bandiera) | A     | Alessandro Damiani        |
|    | Italia (bandiera) | D     | Giorgio Di Bari           |
|    | Italia (bandiera) | C     | Daniele Deoma             |
|    | Italia (bandiera) | A     | Massimiliano De Silvestro |
|    | Italia (bandiera) | D     | Massimo Drago             |
|    | Italia (bandiera) | C     | Antonio Figliomeni        |
|    | Italia (bandiera) | A     | Francesco Filippone       |

| N. |                   | Ruolo | Calciatore                  |
| -- | ----------------- | ----- | --------------------------- |
|    | Italia (bandiera) | D     | Fabrizio Gambardella        |
|    | Italia (bandiera) | D     | Claudio Grimaudo            |
|    | Italia (bandiera) | D     | Gianluca Lamacchi           |
|    | Italia (bandiera) | A     | Pino Lo Brutto              |
|    | Italia (bandiera) | C     | Pasquale Logarzo            |
|    | Italia (bandiera) |       | Mazzeo                      |
|    | Italia (bandiera) | P     | Antonio Raffaele Montecalvo |
|    | Italia (bandiera) | P     | Giordano Negretti           |
|    | Italia (bandiera) | C     | Giorgio Olivari             |
|    | Italia (bandiera) | D     | Angelo Pagliaccetti         |
|    | Italia (bandiera) | C     | Francesco Tudisco           |
|    | Italia (bandiera) | D     | Roberto Zuppardo            |

## Risultati

### Campionato

#### Girone di andata
| 15 settembre 1991 1ª giornata | Licata | 2 – 2 | Salernitana |  |

| 22 settembre 1991 2ª giornata | Casarano | 1 – 0 | Licata |  |

| 29 settembre 1991 3ª giornata | Licata | 0 – 2 | Catania |  |

| 6 ottobre 1991 4ª giornata | Acireale | 2 – 1 | Licata |  |

| 13 ottobre 1991 5ª giornata | Licata | 0 – 1 | Chieti |  |

| 20 ottobre 1991 6ª giornata | Sambenedettese | 1 – 0 | Licata |  |

| 27 ottobre 1991 7ª giornata | Licata | 0 – 0 | Perugia |  |

| 10 novembre 1991 8ª giornata | Monopoli | 0 – 2 | Licata |  |

| 17 novembre 1991 9ª giornata | Licata | 0 – 0 | Fidelis Andria |  |

| 24 novembre 1991 10ª giornata | Reggina | 4 – 1 | Licata |  |

| 1º dicembre 1991 11ª giornata | Licata | 4 – 0 | Siracusa |  |

| 8 dicembre 1991 12ª giornata | Barletta | 0 – 0 | Licata |  |

| 15 dicembre 1991 13ª giornata | Licata | 0 – 0 | Giarre |  |

| 22 dicembre 1991 14ª giornata | Ischia Isolaverde | 2 – 0 | Licata |  |

| 29 dicembre 1991 15ª giornata | Licata | 0 – 0 | Fano |  |

| Arbitro: | Paterna (Teramo) |

|                                                    |           |  |
| Ciro Donnarumma 72’, 90’ Massimiliano Calcagno 85’ | Marcatori |  |

| 19 gennaio 1992 17ª giornata | Licata | 3 – 1 | Ternana |  |

#### Girone di ritorno
| 26 gennaio 1992 18ª giornata | Salernitana | 0 – 2 | Licata |  |

| 9 febbraio 1992 19ª giornata | Licata | 1 – 0 | Casarano |  |

| 16 febbraio 1992 20ª giornata | Catania | 1 – 0 | Licata |  |

| 23 febbraio 1992 21ª giornata | Licata | 1 – 0 | Acireale |  |

| 1º marzo 1992 22ª giornata | Chieti | 0 – 0 | Licata |  |

| 8 marzo 1992 23ª giornata | Licata | 1 – 0 | Sambenedettese |  |

| 15 marzo 1992 24ª giornata | Perugia | 0 – 0 | Licata |  |

| 23 marzo 1992 25ª giornata | Licata | 1 – 0 | Monopoli |  |

| 5 aprile 1992 26ª giornata | Fidelis Andria | 1 – 1 | Licata |  |

| 12 aprile 1992 27ª giornata | Licata | 1 – 0 | Reggina |  |

| 18 aprile 1992 28ª giornata | Siracusa | 3 – 0 | Licata |  |

| 26 aprile 1992 29ª giornata | Licata | 0 – 0 | Barletta |  |

| 3 maggio 1992 30ª giornata | Giarre | 1 – 1 | Licata |  |

| 10 maggio 1992 31ª giornata | Licata | 1 – 0 | Ischia Isolaverde |  |

| 17 maggio 1992 32ª giornata | Fano | 2 – 1 | Licata |  |

| Arbitro: | Masulli (Cremona) |

|                                                    |           |                     |
| Pasquale Logarzo 13’ (rig.) Alessandro Damiani 35’ | Marcatori | 39’ Carlo Ricchetti |

| 31 maggio 1992 34ª giornata | Ternana | 0 – 0 | Licata |  |